# Shamidaiko
Shamidaiko (味太鼓) é a termologia usada para indicar a descrição de Shamisen e Taiko, sendo "Shami" (Shamisen) e "daiko" (taiko), ambos são instrumentos musicas típico da cultura japonesa.
A termologia é usada para representar as apresentações com os dois intrumentos, geralmente nas apresentações de Gueixa se usam a termologia para identificar o tipo de apresentação.